# Нурбаев, Мухаметкали
Мухаметкали́ Нурба́ев (каз. Мұхаметқали Нұрбаев; 1901 год, аул Акбулак, Сырдарьинская область — 1967, место смерти неизвестно) — советский колхозник, председатель колхоза «Красная звезда» Джамбулского района Джамбулской области, лишённый в 1954 году звания Героя Социалистического Труда.

## Биография
Родился в 1901 году в ауле Акбулак Чимкентского уезда Сырдарьинской области Туркестанского края (ныне — Сайрамский район Туркестанской области).
Начал трудовую деятельность в 1929 году. В 1938 году был назначен председателем колхоза имени Ильича (позже переименованного в колхоз «Октябрь») Южно-Казахстанской (с 1939 года Джамбулской) области. В 1945 году заведовал Джамбулским районным земельным отделом. В конце 1945 года избран председателем колхоза «Красная звезда» Джамбулского района Джамбулской области. В 1946 году вывел колхоз «Красная звезда» в передовые по сбору сахарной свёклы, собрав по 333 центнера с гектара. В 1947 году вступил в Коммунистическую партию (большевиков) Казахстана.
В 1947 году колхоз «Красная звезда» собрал по 563 центнера сахарной свёклы на площади 75 га и 831 центнер с гектара на площади 18 га. Указом Президиума Верховного Совета СССР от 28 марта 1948 года «за получение высоких урожаев сахарной свёклы при выполнении колхозом обязательных поставок и натуроплаты за работу МТС в 1947 году» Мухаметкали Нурбаев был удостоен звания Героя Социалистического Труда с вручением ордена Ленина и золотой медали «Серп и Молот».
Однако в 1953 году стало известно, что председатель «успешного» колхоза занимался систематическим сокрытием посевных площадей и приписками урожайности сельхозкультур, составлением подложных документов о выполнении планов урожайности и сдачи государству сельхозпродукции. Так, например, в 1948 году по фиктивным актам было произведено списание 79 га зерновых как погибших, в то время как площадь была убрана, а намолоченное зерно было включено в общий валовой сбор, что подняло среднюю урожайность по колхозу. Колхозом не были выполнены планы сдачи государству продукции в 1948 году — овощей, в 1949 году — мяса и шерсти, при том что районным уполномоченным Министерства заготовок СССР по Джамбулскому району выдавались ложные справки о выполнении плана сдачи сельхозпродукции на 100 %.
В августе 1953 года М. Нурбаев был осуждён за хищение государственного и колхозного имущества повторно и в крупном размере и приговорён к 25 годам исправительно-трудовых лагерей. Указом от 14 апреля 1954 года Президиум Верховного Совета СССР отменил Указ от 28 марта 1948 года в части присвоения М. Нурбаеву звания Героя Социалистического Труда как необоснованный.
Дальнейшая судьба неизвестна. Умер в 1967 году.

## Награды
- Медаль «Серп и Молот» (1948 — лишён в 1954)
- ордена Ленина (1948 — лишён в 1954; 1949; 1950)
- орден «Знак Почёта» (1947)
- медаль «За доблестный труд в Великой Отечественной войне 1941—1945 гг.» (1946)
- Отличник пищевой промышленности Казахской ССР
- Отличник социалистического сельского хозяйства